# Cispius variegatus
Cispius variegatus är en spindelart som beskrevs av Simon 1898. Cispius variegatus ingår i släktet Cispius och familjen vårdnätsspindlar.
Artens utbredningsområde är Kongo. Inga underarter finns listade i Catalogue of Life.